# Weser-Elbe-Sparkasse

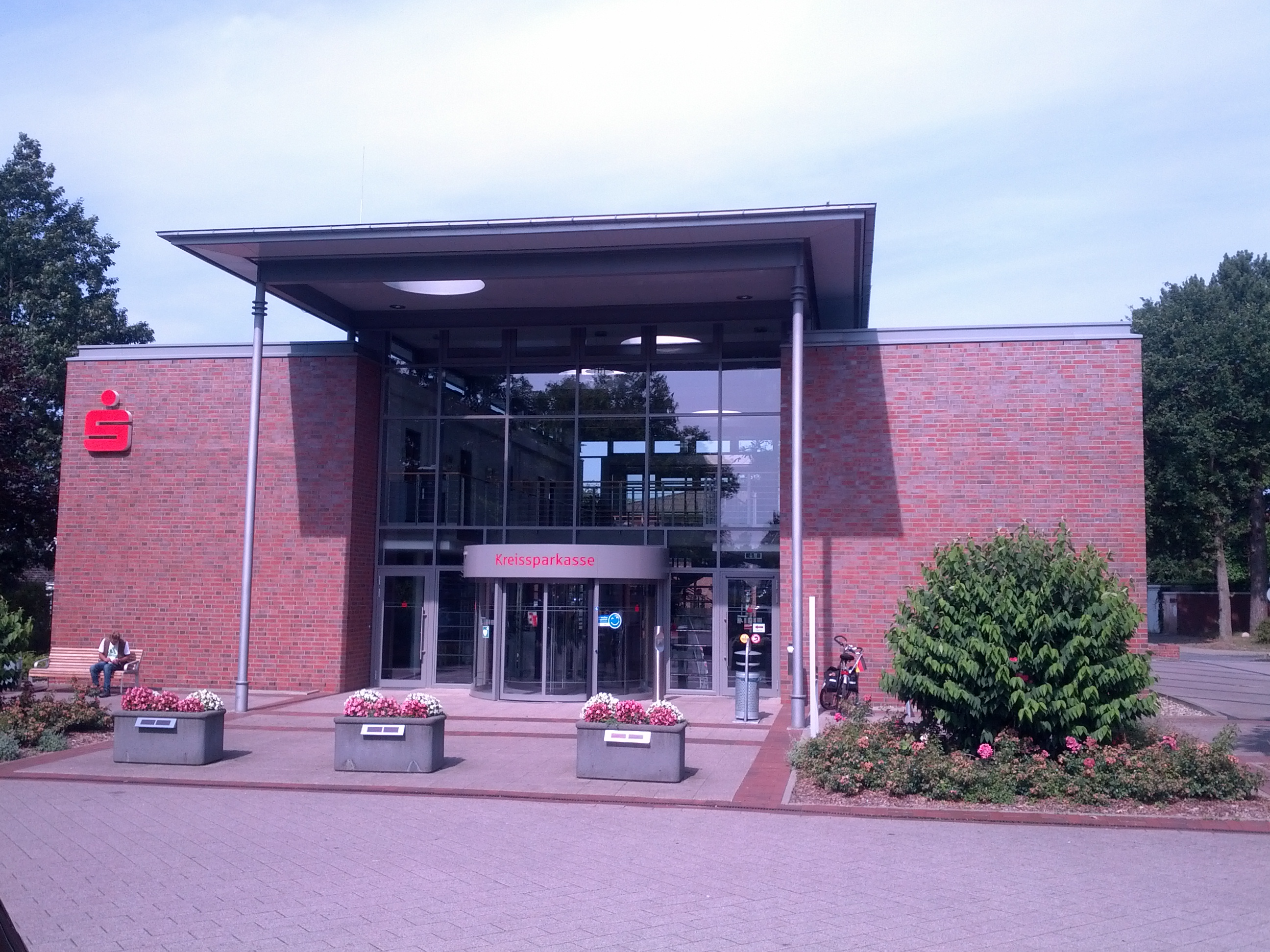
Filiale Hemmoor

Die Weser-Elbe Sparkasse (kurz: WESPA) ist eine öffentlich-rechtliche Sparkasse mit Sitz in Bremerhaven.

## Rechtsverhältnisse
Trägerin der Sparkasse ist der Sparkassenzweckverband Weser-Elbe Sparkasse. An dem Sparkassenzweckverband sind die „Sparkassenstiftung Bremerhaven“ und der Landkreis Cuxhaven je zur Hälfte beteiligt. Die Weser-Elbe Sparkasse ist Mitglied des Niedersächsischen Sparkassen- und Giroverbandes und des Hanseatischen Sparkassen- und Giroverbandes.

## Fusion
Die Weser-Elbe Sparkasse ist zum 1. Januar 2014 aus der Fusion der Kreissparkasse Wesermünde-Hadeln und der Sparkasse Bremerhaven entstanden. Die Fusion ist der erste Zusammenschluss von Sparkassen in Deutschland über Bundesländergrenzen hinweg.

## Geschäftsgebiet
Das Geschäftsgebiet der Weser-Elbe Sparkasse umfasst die Stadt Bremerhaven und den Landkreis Cuxhaven ohne die Stadt Cuxhaven.

## Sparkassen-Finanzgruppe
Die Weser-Elbe-Sparkasse ist Teil der Sparkassen-Finanzgruppe und gehört damit auch ihrem Haftungsverbund an. Er sichert den Bestand der Institute und sorgt dafür, dass sie auch im Fall der Insolvenz einzelner Sparkassen alle Verbindlichkeiten erfüllen können. Die Sparkasse vermittelt Bausparverträge der regionalen Landesbausparkasse, offene Investmentfonds der Deka und Versicherungen der VGH Versicherungen. Im Bereich des Leasing arbeitet die Weser-Elbe-Sparkasse mit der  Deutschen Leasing zusammen. Die Funktion der Sparkassenzentralbank nimmt die Nord/LB wahr.

## Geschäftszahlen
Die Weser-Elbe-Sparkasse wies im Geschäftsjahr 2023 eine Bilanzsumme von 4,376 Mrd. Euro aus und verfügte über Kundeneinlagen von 3,229 Mrd. Euro. Gemäß der Sparkassenrangliste 2023 liegt sie nach Bilanzsumme auf Rang 112. Sie unterhält 33 Filialen/Selbstbedienungsstandorte und beschäftigt 712 Mitarbeiter.